# Tafakula
Tafakula és un cràter sobre la superfície del planeta nan Ceres, situat amb el sistema de coordenades planetocèntriques a -17.78 ° de latitud nord i 90.78 ° de longitud est. Fa un diàmetre de 34 km. El nom va ser fet oficial per la UAI el 14 de desembre del 2015 i fa referència a Tafakula, deessa que presideix la temporada favorable als conreus de la cultura dels tonghians.